# オゲネカロ・エテボ
オゲネカロ・エテボ(Oghenekaro Etebo，1995年11月9日 - )は、ナイジェリア・ラゴス出身のサッカー選手。ナイジェリア代表。アリス・テッサロニキ所属。ポジションはミッドフィールダー。

## 経歴

### クラブ
2016年はじめに、リーガプロのCDフェイレンセに移籍した。2015-16シーズンを終えて、チームはプリメイラ・リーガに昇格した。
2016-17シーズン・2017-18シーズンはブレイクのシーズンとなり、マンチェスター・ユナイテッドFC、アーセナルFC、横浜F・マリノスが獲得を狙っていたなか、2018年1月31日、ラ・リーガで残留を争っているUDラス・パルマスに移籍した。
2018年6月11日、ストーク・シティFCに720万ユーロ、5年契約で完全移籍した。
2020年1月8日、ヘタフェCFへ買取オプション付きのシーズン終了までのレンタル移籍。
2020年9月9日、ガラタサライへレンタル移籍。
2021年7月9日、ワトフォードFCへ買取オプション付きのレンタル移籍。
2022年9月15日、アリス・テッサロニキに移籍した。

### 代表
リオ五輪のメンバーに選出され、グループステージ初戦の日本代表U-23戦で4ゴールを挙げ、5-4の勝利の立役者となった。
2018 FIFAワールドカップを戦うA代表の本大会メンバーに選ばれた。

## 代表歴

### 出場大会
- ナイジェリア代表
  - 2018 FIFAワールドカップ

### 試合数
- 国際Aマッチ 46試合 3得点（2013年-2022年）[9]

| ナイジェリア代表 | 国際Aマッチ | 国際Aマッチ |
| 年               | 出場        | 得点        |
| ---------------- | ----------- | ----------- |
| 2013             | 3           | 0           |
| 2014             | 0           | 0           |
| 2015             | 0           | 0           |
| 2016             | 4           | 1           |
| 2017             | 5           | 0           |
| 2018             | 11          | 0           |
| 2019             | 13          | 0           |
| 2020             | 2           | 0           |
| 2021             | 3           | 1           |
| 2022             | 5           | 1           |
| 通算             | 46          | 3           |